# Relations entre le Saint-Siège et la Côte d’Ivoire
Les relations entre le Saint-Siège et la Côte d'Ivoire font référence aux relations entre le Saint-Siège et la République de Côte d'Ivoire, établies en 1970. Un nombre significatif de catholiques réside en Côte d'Ivoire, représentant près d'un cinquième de la population. Les deux États entretiennent par ailleurs de bonnes relations diplomatiques.
La Côte d'Ivoire possède une ambassade à Rome, auprès du Vatican, tandis que le Saint-Siège a une nonciature apostolique à Abidjan. L'ambassadeur actuel de la République de Côte d'Ivoire auprès du Vatican est Séverin Mathias Akeo. Le mandat de l'archevêque Joseph Spiteri en tant que nonce apostolique en Côte d'Ivoire a pris fin le 7 mars 2018. Le pape François a nommé Ante Jozić pour le remplacer le 2 février 2019, mais Jozić a été grièvement blessé dans un accident de voiture en Croatie le 7 avril et sa consécration comme évêque a été retardée,. L'actuel nonce apostolique en Côte d'Ivoire est Mauricio Rueda Beltz, nommé en 2023,.

## Histoire
Les deux pays ont établi leurs premières relations diplomatiques en octobre 1970.

### Visites
Le pape Jean Paul II visite trois fois la Côte d'Ivoire. La première visite remonte à mai 1980. Il pose également la première pierre de la basilique Notre-Dame-de-la-Paix de Yamoussoukro le 10 août 1985, qu'il inaugure et consacre en 1990 lors de sa troisième visite,,.
Le président Alassane Ouattara visite officiellement le Vatican en novembre 2012, où il fait un entretien avec le pape Benoît XVI. Ils évoquent les relations entre les deux pays, ainsi que le rôle de l’Église catholique en Côte d’Ivoire et les progrès réalisés par le pays depuis la crise ivoirienne de 2010-2011. Ils discute également de la possibilité de signer un accord-cadre bilatéral, similaire à ceux établis par le Saint-Siège avec d’autres pays africains, afin de préciser le statut juridique de l’Église en Côte d’Ivoire. En septembre 2022, Alassane Ouattara fait une autre visite officielle et reçu au Vatican par le pape François,.